# Herdlefjord
Der Herdlefjord (auch Herdlafjord) ist ein Fjord in der westnorwegischen Provinz Vestland. Er trennt die beiden Inseln Holsnøy in der Gemeinde Alver und Askøy in der gleichnamigen Gemeinde.

## Lage
Der Herdlefjord zieht sich vom Sætreosen vor der namensgebenden Insel Herdla etwa 20 Kilometer in südöstlicher Richtung zwischen den Inseln Holsnøy und Askøy, bis er vor Ask auf den Salhusfjord und den Byfjord trifft. Vor allem die Südseite des Fjordes ist zerklüftet und bildet mehrere Buchten, von denen die größten der Fauskangerpollen und der Hauglandsosen sind.

## Bevölkerung und Verkehr
Am dichtesten besiedelt ist die Gegend um das südliche Ende des Fjordes. Hier liegen die Ortschaften Ask auf Askøy und Frekhaug auf Holsnøy. Auf beiden Seiten des Fjordes verlaufen Straßen, welche die Orte auf ihrer Seite des Fjordes verbinden. Brücken oder Fährverbindungen über den Fjord gibt es nicht. 